# Šentjob
Šentjob (nemško St. Job) je naselje v Občini Bekštanj v Okraju Beljak-dežela na Koroškem v Avstriji.